# Итальянская пчела
Итальянская пчела, или лигурийская пчела (лат. Apis mellifera ligustica), — один из подвидов медоносных пчёл.

## Происхождение
Итальянская порода пчёл, происходит из континентальной части Италии, Апеннинского полуострова, к югу от Альп, севернее Сицилии. Вероятно, этот подвид пережил последний ледниковый период на территории Италии. Подвид генетически отличается от пчёл с Пиренейского полуострова, и с Сицилии. Это самая распространённая порода из всех медоносных пчёл, поскольку этот подвид хорошо адаптируется к большинству типов климата от субтропического до умеренного, не так успешно существует во влажных тропических регионах.
Итальянские пчёлы сформировались в тёплом климате центральной части Средиземноморья с сухим летом, длительным периодом медосбора и мягкой влажной зимой. Поэтому в северных широтах, где длинная суровая зима и затяжная весна с частыми похолоданиями пчелы не так хорошо приспособлены, и разведение их в этих условиях представляет значительные трудности. Привычка выращивать поздний осенний расплод увеличивает потребление мёда. Итальянские пчёлы, как правило, достаточно трудолюбивы. Название итальянская пчела впервые ввёл в 1859 году известный британский пчеловод Томас Уайт Вудбери.

## Угроза исчезновения
Федерация итальянских пчеловодов выступила с заявлением, что есть достаточно оснований полагать, что итальянская пчела, как и некоторые другие подвиды пчёл, находится в зоне риска. Несмотря на то, что итальянскую пчелу успешно разводят и подвид широко распространён в мире, ситуация остаётся тревожной, поскольку часто количество родившихся пчёл не превышает количество умерших.
Причин, по которым этот подвид оказался под угрозой исчезновения, множество: в частности, это обработка цветов инсектицидами на основе имидаклоприда по всему миру, после чего подвиды пчёл, находившихся ранее в серьёзной опасности, начали медленно восстанавливать свою численность во множестве стран мира.

## Описание

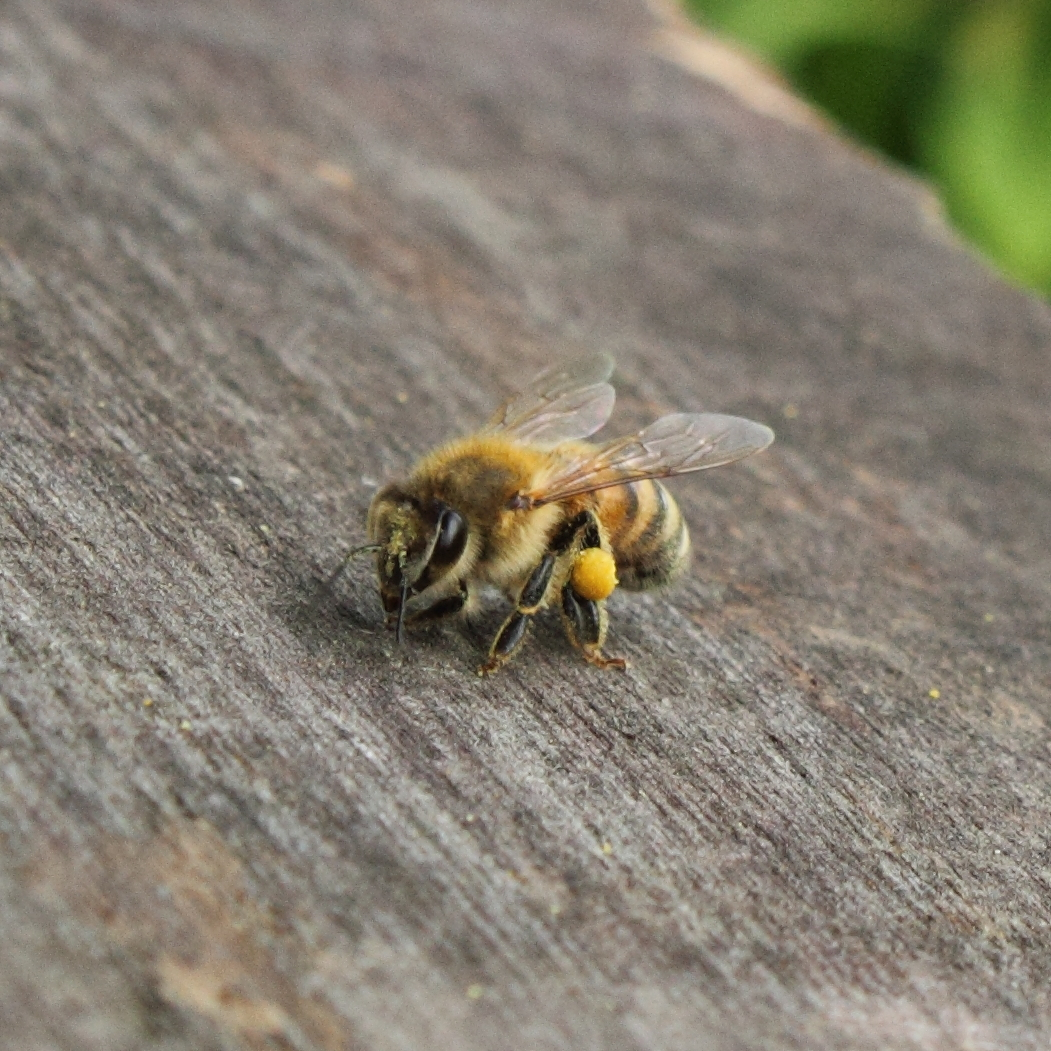

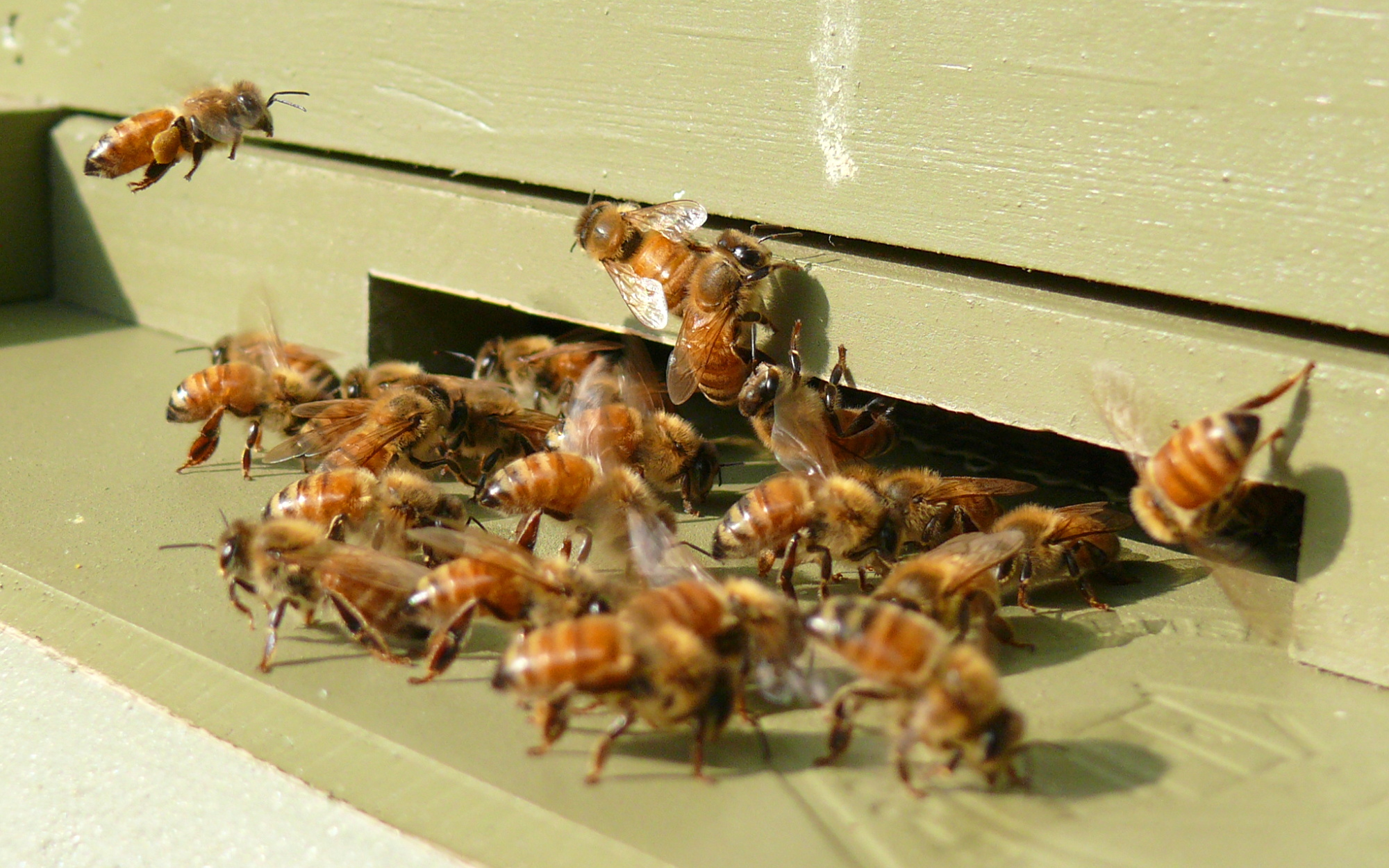
У летка улья

Цвет: брюшко имеет коричневые и жёлтые полосы (от 3 до 5). Среди различных итальянских пчел, есть три различных цвета: замшевый; ярко-жёлтый (золотистый) и очень бледно-жёлтый. Размер: их тела имеют меньшие размеры, масса матки в среднем 210 мг. Тело более сплющено, а волоски более короткие, по сравнению со среднерусской пчелой. Длина хоботка от 6,3 до 6,6 мм Средний кубитальный индекс от 2,2 до 2,5.
Пчёлы итальянской породы относительно миролюбивые (но после скрещивания с другими породами эта характеристика исчезает) и спокойно остаются на сотах при разборке улья, в этом отношении уступают только кавказским пчёлам. Не терпят гусениц восковой моли и более устойчивы по сравнению с другими породами к европейской гнили. Эта устойчивость объясняется, в первую очередь, исключительно развитым инстинктом очищать собственные гнёзда, который развит сильнее по сравнению с другими породами пчёл. Роение умеренное.
Родина этих пчёл — Апеннинский полуостров, откуда они широко распространились на территорию многих стран мира: США, Канады, Новой Зеландии, Австралии, Японии и других. В США итальянские пчёлы попали в 1859 году, и с тех пор вытеснили с североамериканского континента почти всех тёмных европейских пчёл, а также подверглись интенсивной селекции.
В результате селекции изменился внешний вид (цвет тела). Заводчики провели селекцию на усиление желтизны на тергитах, как наиболее характерного и отличительного признака. Если у себя на родине в Италии жёлтая окраска присутствует у пчёл на первом, втором и частично на третьем тергитах (трехполосные итальянки), то итальянки американской селекции характеризуются дополнительной желтизной четвёртого и даже пятого тергита (золотистые итальянки). Таким образом, итальянская порода пчёл подверглась наибольшей селекции, по сравнению с другими породами пчёл. Её можно считать наполовину заводской или даже заводской породой.
Масса матки в среднем 210 мг, при этом в сутки она откладывает 2300—2500 яиц с ранней весны до глубокой осени. Во время медосбора пчёлы не ограничивают матку в откладывании, а наоборот, стимулируют её. Поэтому на ранних медосборах отстают от других пород по выходу мёда, так как тратят много корма на развитие расплода.
При длительном хорошем медосборе, особенно внутри, или в конце сезона, пчёлы этой породы проявляют высокую производительность и поэтому зарекомендовали себя в подобных условиях, как хорошие сборщицы. Однако в условиях относительно слабого медосбора (менее 30 кг меда за сезон на одну семью) уступают по этому показателю серым горным кавказским пчёлам. Итальянские пчёлы очень предприимчивые при нахождении новых источников взятка, в связи с этим склонны к «пчелиным кражам».